# Marcin Kuźba
Marcin Kuźba (Tomaszów Mazowiecki, 15 aprile 1977) è un ex calciatore polacco, di ruolo attaccante.

## Palmarès

### Club
- Campionato polacco: 2

Wisla Crfacovia: 2002-2003, 2004-2005
- Coppa di Polonia: 1

Wisla Cracovia: 2002-2003

### Individuale
- Capocannoniere della Coppa UEFA: 1

2000-2001 (6 gol, a pari merito con Goran Drulić, Javi Moreno e Themistoklis Nikolaidis )